# Enrico Gismondi
Enrico Gismondi (Roma, 20 aprile 1850 – Roma, 7 febbraio 1912) è stato un orientalista italiano.

## Biografia
Nato a Roma nel 1850, nel 1869 entrò nella Compagnia di Gesù. Nel 1870, a causa della presa di Roma, si recò prima in Germania e poi in Francia, studiando filosofia e teologia. Nel 1878 diventò sacerdote. Dal 1879 al 1889 insegnò italiano e teologia all'Université Saint-Joseph di Beirut, in Libano. Qui studiò lingue orientali, che poi insegnò (assieme all'esegesi biblica) alla Pontificia Università Gregoriana e dal 1909 anche al Pontificio Istituto Biblico, appena fondato. Morì a Roma nel 1912.
Pubblicò diversi testi fra cui una grammatica siriaca, una ebraica, e selezione di poemi da Il Paradiso dell'Eden di Abdisho bar Berika (occidentalizzato come Ebed-Jesu) con traduzione latina.

## Opere
- Linguae syriacae grammatica et chrestomathia cum glossario, Beirut, 1890.
- La Bibbia e la Sapienza greca, Roma, 1894.
- Disciplina linguae hebraicae, Roma, 1907.
- Linguae hebraicaegramm. et chrestomathia cum glossario, 2ª ed., Roma, 1907.

Edizioni di testi siriaci con traduzione latina
- Ebed-Jesu Sobensis carmina selecta ex libro "Paradisus Eden, Beirut, 1888.
- S. Gregorii Theologi liber carminum iambicorum, Beirut, 1896.
- Maris, Amri et Slibae de Patriarchis Nestorianorum commentaria, Roma, 1896-99.